# Клан Макалістер

Емблема (хрест) клану МакАлістер.

Герб вождя клану макАлістер – МакАлістера Лу та Кеннокса.

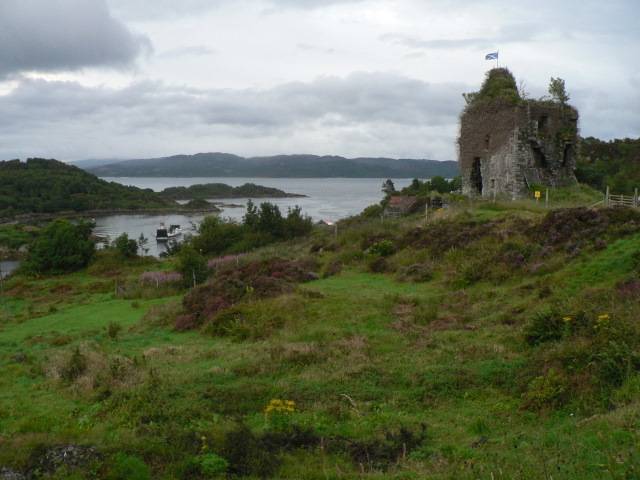
Замок Тарберт – резиденція вождів клану МакАлістер.

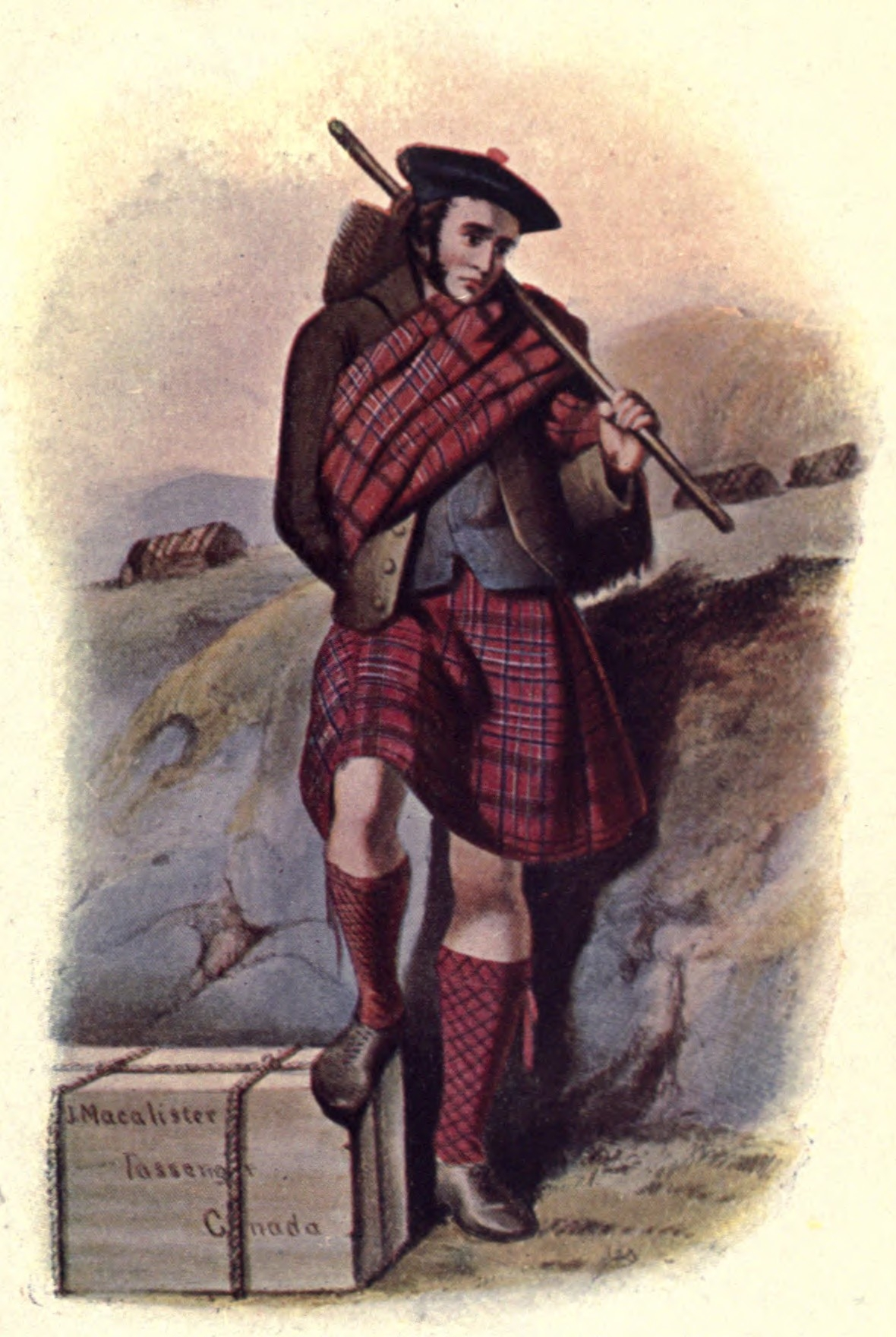
Чоловік клану МакАлістер у традиційному одязі – малюнок художника Р. Р. МакЯна 1845 року.

Герб Сомервіль-МакАлістер Лу і Кеннокса в 1835 році.

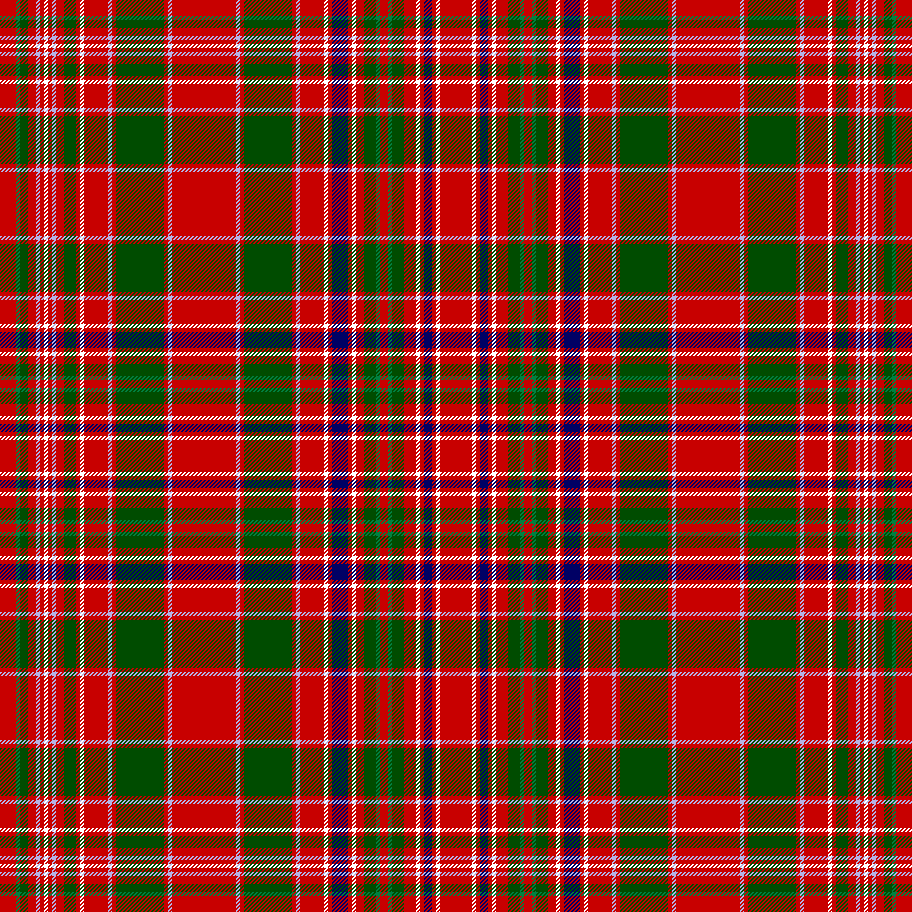
Тартан клану МакАлістер.

МакАлістер (шотл. - Clan MacAlister, гельск. - MacAlasdair) – він же: МакАласдайр  — один з гірських кланів Шотландії, гілка клану МакДональд.  Це найбільш рання гілка, що відділилась від клану МакДональд. Походження клан веде від Аласдайра Мора (гельск. - Alasdair Mòr), що одночасно є засновником клану МакДональд. Назва МакАлістер – англійська версія кельтської назви МакАласдайр – Сини Аласдайра. У XV столітті вождь клану володів землями Кінтайр і до XVIII століття центр клану містився саме там, аж доки вождь клану не продав родовий замок, маєток та землі. Нинішній вождь клану МакАлістер живе в Англії. 

## Історія клану МакАлістер

### Походження
Клан МакАлістер виник як гілка клану МакДональд – одного з найбільших шотландських кланів. Предком клану був Домналл (гельск. – Domhnall) син Рагналла (гельск. – Raghnall) син Сомайрле (гельск. – Somhairle) – вождя племені ірландського походження. Традиційні родоводи клану МакДональд складені в середньовіччя містять різних напівлегендарних ірландських королів та героїв. Сучасні історики не довіряють цим генеалогіям, хоча погоджуються, що якась частка правдивої інформації в них є. Сомайрле був сином Гілле Брігде (ірл. - Gille Brighde) – про них є певні історичні свідчення. Сомайрле жив у XII столітті і був «королем Островів» та «королем Аргайлу». Точні дати його правління вказати важко. 

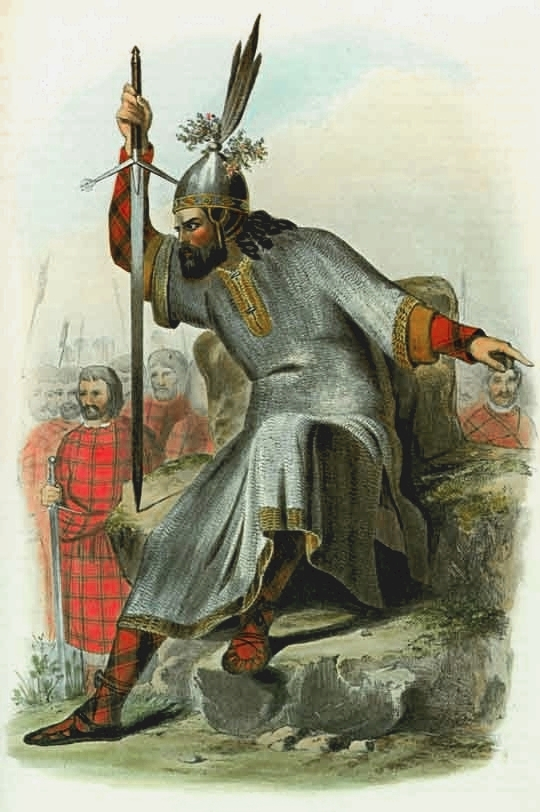
Вождь клану макДональд – лорд островів. Малюнок художника Р. Р. МакЯна 1845 року.

### Суперечливі дані щодо заснування клану
Вважається, що засновником клану був Аласдайр Мор - Аласдайр Великий – син Домналла, що одночасно був засновником клану МакДональд. Але дані про засновника клану суперечливі. Справа в тому, що було дві різні людини з іменем Алсадайр – дядько і племінник.  Обидві ці людини лишили багато синів, але ні вони ні їх нащадки не пов’язані в певною територією. Не ясно хто саме був засновником клану. Крім того більше 200 років після цього клан МакАлістер не був окремим кланом. 
Перші повідомлення про Аласдайра Мора в літописах датуються 1253 роком. В записі повідомляється про його брата – Енгаса Мора а Іле (гельск. - Aonghas Mór a Íle) – абата Пайслея. Ангус та Арчібальд МакДональди стверджують, що він був відомою людиною і згадується в ірландських літописах за 1299 рік як людина «досконала і гостинна». У тому ж році він був вбитий під час конфлікту між Алсадайром Аргайлським та кланом МакДугалл. Згідно історичних переказів Алсадайр Мор мав 5 синів: Домналла (Domhnall), Гофрайда (Gofraidh), Доннхада (Donnchadh), Еойна (Eoin), Еаханна (Eachann). Успадкував батькові Домналл. 

### Молодші сини Аласдайра Мора
На початку XIV століття нащадки Аласдайра Мора оселились у графстві Стерлінг. Нащадком був Гілберт – син Домналла. Він отримав грамоту на володіння землями у 1330 році. Судячи по всьому це той самий Гілберт де Інсула, що володів землями Глорат в парафії Кампсі. Вважається, що він був предком Александра Менстрі – ерла Стерлінгу з 1633 року. Мало що відомо про нащадків Гофрайда. Повідомляють, що у нього був син Сомайрле, що мав сина Гілберта. Доннхад  - третій син  Аласдайра Мора володів землями в парафії Гленорчі.  
У 1343 році король Давід II надав Александру МаНаутан всі землі, що належали померлому Еоіну – сину Доннхада. 
Еаханн мав двох синів – Чарльза і Лахланна. Про їх подальшу долю нічого не відомо. Є повідомлення, що був ще один син – Шохах ан Дронан (ірл. - Siothach an Dronan), що переселився в Ірландію і став засновником клану Шіхі або МакШіхіс (ірл. - Clan Sheehy, MacSichies) в Манстері. Про цей клан повідомляють, що у 1552 році він був у складі армії О’Нейлла, що боролася за незалежність Ірландії. Проте ірландські літописи стверджують, що цей клан жив в землі Ленстер. Є повідомлення, що клани Домнуйл Ренна та МакВільям теж походять від Аласдайра Мора.

### Спадкоємці Аласдайра Мора
Домналл – син Аласдайра Мора поклявся на вірність англійському королю Едуарду І у 1291 році. Спадкоємцем Домналла став його син Аласдайр. Про нього теж пишуть літописи, що він присягав на вірність англійському королю – факт в часи боротьби за незалежність Шотландії ганебний. Йому в свою чергу успадкував його син Рагналл, що в 1366 році поїхав в Ірландію – в Ольстер щоб взяти участь у війні між Дональдом та Нейллом О’Нейллом. Історики МакДональди вважають, що відомості про наступних вождів клану МакАлістер неясні і туманні. Ці два історики вважають, що Рагналла змінив на посаді вождя клану Аласдайр, що був успішним вождем клану як мінімум до 1400 року. Аласдайра змінив Еойн Дув (гельск. - Eoin Dubh). Його спадкоємці називались по його імені Мак Ян Дув (гельск. - Mac Iain Duibh). Історики А. та А. МакДональди пишуть, що виникла плутанина в історичних хроніках і генеалогіях по тій причині, що старший син Аласдайра Ога – магната з Гебридських островів теж носив таке ж ім’я - Еойн Дув. Його нащадки теж утворили клан з такою ж назвою – клан Еойн Дув.

### XV століття
Еойна Дува змінив вождь Чарльз. У 1481 році король Джеймс III передав частину земель Кінтайр Джону (Іоану) – лорду Островів. Серед цих земель були «землі Ловб» або Лу. У цьому ж році Чарльз МакАлістер отимав від короля значні земельні наділи. Загальна площа цих земель становила 40 меркландів. Всі ці землі, звісно, були відібрані у попередніх власників – в Шотландії землі давно були поділені між кланами. Ці подаровані землі були від таких попередніх власників: 4 мекрланди з Маккарімор з Дунаверті, 2 меркланди з двох Рамколів, 2 меркланди з Едайн, 1 меркланд з Кнокстіпермор, 1 меркланд з Керанбег, 2 меркланди з Гленномудлах, 5 меркландів з Кілдові , 5 меркландів з Полмулін , 1 меркланд з Салканх , 3 меркланди з Гленнахерві , 2 меркланди з Фехайг , 20 шилінгландів землі Корпані , половина меркланду з Барфаней , 2 меркланди з Кілміхел , 4 меркланди з де-ла-Краг – землі на болотах.   Ці землі були розташовані в південному та північному Кінтайрі. 

### XVI століття
Чарльза на посаді вождя клану змінив його син Джон. Вважається, що саме його називали Ангус Джон Доусон Лу. Ангус був в числі вождів кланів які підтримали герцога Олбані у 1515 році. Ангусу успадкував його син Олексадр МакАлістер. Він брав участь у війнах кланів, зокрема, брав участь у вторгненні на території клану Кемпбелл у 1529 році. Пізніше він був засуджений як заколотник. 
Клан отримав ще землі на островах Арран та Б’ют, які були розташовані поруч з Кентайром. 
Клан був досить слабким і шукав захисту в сильних кланів МакДональд, Гамільтон та в графа Аргайл. У 1540 – 1572 роках клан звернув увагу на вируючу Північну Ірландію – Ольстер, де тривали нескінченні війни з англійськими завойовниками. У той час шотландці з островів часто воювали на боці Сорлі Боя МакДоннелла (ірл. - Sorley Boy MacDonnell). У 1571 – 1572 роках загони шотландських горян були розбиті англійською армією. У записах про ту війну згадується Оуен МакОуен МакАлістер лорд Лу. Вважається, що це був син Олександра МакАлістера з Лу. Вождь клану Джон був вбитий у 1572 році і його замінив його син Олександр. Наступного року граф Аргайл вимагав від нього заручників як підтвердження його мирних намірів і спокійної поведінки. У 1587 році Олександр МакАлістер з Лу був записаний в реєстр орендарів і користувачів земель Хайленду. У 1590 році клан МакАлістер присягнув на вірність клану Гамільтон – лорду Джону Гамільтону, поставивши себе в залежність від цього клану. Проте не всі МакАлістери потрапили у таку залежність. У 1591 році Годфрі МакАлістер отримав грамоту від графа Аргайл. 
У 1598 році спалахнув серйозний конфлікт між кланом МакАлістер в особі його вождя Годфрі МакАлістера і його колишніми сеньйорами. Невідомо, що було причиною сварки, але вождь клану МакАлістер був вбитий. Сини вождя втекли до замку Аскомулл, що був резиденцією Ангуса МакДональда Данівайга. 

### XVII століття
У 1603 році Кемпбелл Авхінбрек та Арчібальд МакАлістер – спадкоємець МакАлістера Тарбертського взяли участь у вторгненні в Б’ют. Військо налічувало 1200 воїнів. Коли вони висадились на острові вони спочатку захопили і розграбували майно вдови на ймення Маріон Стюарт та її землі – Західний Камс. Потім вони вдерлися в землі Нініан Стюарт та шерифа Б’ют. Після цього рейду його організатори були викликані на Раду вождів кланів, але вони не з’явилися і були заочно засуджені як бунтівники. У 1605 році Таємна Рада наказала Арчібальду МакАлістеру Лу та Джону МакАлістеру Лу з’явитися і представити документи оренди земель якими вони користувалися під страхом того, що ці документи будуть оголошені недійсними. Але їх підтримав граф Аргайл.
У 1614 році Олександр МакАлістер підтримав графа Аргайл під час його спроби захопити замок Данівег. Але коли він прибув на місце, то він перейшов на сторону повстанців та їх лідера – Ангуса Ога МакДональда. Але повстанці були розбиті, Олександр МакАлістер був схоплений, засуджений за «державну зраду» до смерті і повішений. У клану виникли проблеми щодо власності на землю і тривали конфлікти з іншими кланами.  
У 1631 році Арчібальд МакАлістер з Тарбета відвідав І графа Стерлінга і визнав його своїм повелителем. 

### XVIII – XX століття
У 1704 році під час правління королеви Анни Олександр МакАлістер Лу та Арчібальд МакАлістер Тарберт були уповноваженими королеви на землі Аргайл. 
У 1706 році Тарберти перестали бути частиною клану МакАлістер. Олександру МакАлістеру Лу успадкував його син Годфрі. У цей час клан розірвав свої зв'язки з землями Кінтайр. Замок Ардпатрік був проданий Волтеру Кембеллу Айл.  
XII вождь клану Чарльз одружився з дочкою і спадкоємницею Вільяма Соммервіля Кеннокс у 1792 році. Він прийняв ім’я і герб Сомервілль.  Він помер в 1847 році, і йому успадковував його син Чарльз. Чарльзу успадкував його син Чарльз. Чарльз Сомервилль МакАлістер з Лу і Кеннокс помер в 1903 році, і йому успадковував його син Чарльз Годфрі Сомерввілль МакАлістер з Лу і Кеннокс. Сьогодні клан намагається повернути собі втрачені володіння в Кеннокс. Нинішній вождь клану Вільям Сент Джон Сомервілль МакАлістер з Лу і Кеннокс живе в Англії. У даний час вождь клану є членом Постійної Ради шотландських вождів. У даний час існує центр клану розташований в абатстві Гленбар.